# Kris Marcek
Kris Marcek (6. prosinca 1981.), hrvatski gimnastičar i hrvatski državni reprezentativac. 

## Sudjelovanja na velikim natjecanjima
- europska prvenstva

- svjetska prvenstva

Sudionik svjetskog prvenstva koje se je održalo od 16. do 24. kolovoza 2003. godine u Anaheimu, SAD.